# Sigrun Fritsch
Sigrun Fritsch (* 9. September 1959 in Frankfurt am Main) ist eine deutsche Theaterregisseurin und 
Künstlerische Leiterin des in Freiburg im Breisgau ansässigen Aktionstheater PAN.OPTIKUM.
Nach einem Politik- und Kunststudium in Kassel absolvierte sie zunächst eine Ausbildung zur Tanz- und Gestalttherapeutin in Frankfurt am Main und Würzburg, bevor sie sich im Jahr 1988 dem damals in Berlin ansässigen Aktionstheater PAN.OPTIKUM anschließt. Schwerpunkte ihrer Arbeit bilden große Inszenierungen im öffentlichen Raum sowie genreüberschreitende Theaterproduktionen, diese entwickelt sie häufig in Kooperationen mit anderen Künstlern und Institutionen. Fritsch überschreitet bewusst Genregrenzen der einzelnen Gattungstraditionen und entwickelt ihre eigenen Produktionen aus einer tiefenpsychologischen Sichtweise. Dieser Interpretationsansatz zieht sich auch durch ihre Musiktheater-Inszenierungen.

## Inszenierungen
- 1998: Claudio Monteverdis Il ballo delle ingrate mit dem Freiburger Barockorchester
- 2000: Franz Schuberts Winterreise mit dem Freiburger Barockorchester
- 2004: Philip Glass The Civil Wars  mit der Deutschen Oper am Rhein
- 2004:  eigene Produktion des Orpheus-Mythos, RuhrTriennale
- 2007: Philip Glass The Civil Wars mit dem Theater Freiburg
- 2008: Carl Orffs Carmina Burana mit dem Theater Basel
- 2010: Christoph Willibald Glucks Orpheus gemeinsam mit Georg Rootering  von  für die Philharmonie Tallinn
- 2011: Stadtrauminszenierung in Margate (Kent) gemeinsam mit Wayne McGregor, Royal Ballet, London im Auftrag des British Arts Council
- 2015–2018:  Künstlerische Leiterin des  Power of Diversity. The Crossing Lines Project, ein Kooperationsprojekt mit zehn Partnern in insgesamt acht Ländern.[2]

## Auszeichnungen
Für ihre Arbeit mit dem Ensemble des Aktionstheaters Pan.optikum erhielt sie 2005 den Kulturpreis Baden-Württemberg.